# Janko Kobentar
Janko Kobentar (* 1. April 1940 in Hrušica) ist ein ehemaliger jugoslawischer Skilangläufer.
Kobentar kam im Februar 1964 in Innsbruck bei seiner einzigen Teilnahme an Olympischen Winterspielen auf den 60. Platz über 15 km, auf den 50. Rang über 30 km und zusammen mit Roman Seljak, Mirko Bavče und Cveto Pavčič auf den 12. Platz in der Staffel. Zwei Jahre später belegte er bei den Weltmeisterschaften in Oslo den 55. Platz über 30 km, den 54. Rang über 15 km und den 12. Platz in der Staffel.